# Власевская, Лидия Геннадьевна
Лидия Геннадьевна Власевская (род. 4 декабря 1959 года) — советский и российский тренер по плаванию на открытой воде. Заслуженный тренер России (2001). Почётный гражданин Липецка (2017).

## Биография
Лидия Геннадьевна Власевская родилась 4 декабря 1959 года. Окончила Волгоградский государственный институт физической культуры.
Работала тренером в спортклубах «Пламя» и «Новолипецк», в настоящее время — в СДЮШОР № 1 липецкого спортивного комплекса «Спартак» и Центре спортивной подготовки Липецкой области «Школа высшего спортивного мастерства». В 1998 году была приглашена работать тренером в сборную России, в настоящее время — старший тренер сборной команды России по плаванию на открытой воде. Начиная с 2001 года неоднократно была признана лучшим тренером по плаванию на открытой воде в России и лучшим тренером Липецкой области.
Наиболее высоких результатов среди её воспитанников достигли:
- Владимир Дятчин — двукратный чемпион мира (2003, 2007)[6],
- Евгений Кошкаров — двукратный чемпион Европы 2004 года,
- Наталья Панкина — многократный призёр чемпионатов мира, Европы и России, первая в истории современной России покорила пролив Ла-Манш[7],
- Ксения Попова — чемпионка мира по плаванию в открытой воде 2008 года,
- Анастасия Крапивина — участница Олимпийских игр 2016 года[8],
- Валерия Ермакова — призёр чемпионатов России.

## Награды и звания
- Почётное звание «Заслуженный тренер России» (2001).
- Премия и свидетельство о занесении на Доску почёта и в Книгу «Трудовая слава Липецкой области» (2007).
- Медаль ордена «За заслуги перед Отечеством» II степени (2010)[9].
- Почётный гражданин Липецка (2017)[10][11][12].